# Церковь Николая Чудотворца (Адербиевка)
Церковь Николая Чудотворца — православный храм Новороссийской епархии Геленджикского благочиния, расположенный в селе с. Адербиевка Краснодарского края.

## История
Церковь Николая Чудотворца построена в 1906 году для духовного окормления верующих поселения Адербиевка. Храм построен взамен сгоревшего от попадания молнии деревянного храма. Первая божественная Литургия в церкви Святого Николая Чудотворца прошла в 1906 году.
Храм в селе Адербиевка имеет интересную архитектуру, богатое декоративное убранства и росписи. На территории храма ранее находилась церковно-приходская школа.
В тридцатых годах XX века храм был закрыл и использовался для клуб, потом — для хранения зерновых культур. С началом Великой Отечественной войны церковь была переоборудована под госпиталь. После войны храм был частично разрушен. В 1997 году началось восстановление храма. Восстановление выполнялось по имеющимся старым фотография и описаниям верующих.
В 2015 году был совершен чин освящения престола. Освящение совершил епископ Новороссийский и Геленджикский Феогност.

## Архитектура
Здание церкви Святого Николая Чудотворца в селе Адербиевка с колокольней построено в русско-византийском стиле. Здание кирпичное, покрыто плинфом из тесаного известняка цвета охры. Покрытие куполов имитирует позолоченную черепицу. Над основным объемом храма выстроен восьмигранный световой барабан, который опоясан шестью полуциркульными окнами с архивольтами полукруглой формы. Верх барабана имеет карниз, связывающий его с главой луковичной формы. Подоконное пространство также декорировано карнизом примерно.
Сбоку от центральной главы расположены низкие декоративные барабаны с малыми главками. Пять глав имеют позолоченные восьмиконечные православные кресты. Общая высота храма в крестами составляет 21,5 м. Бесстолпная церковь в плане выполнена в форме латинского креста. Ее длина с запад-восток составляет 20,5 м, ширина храма — 15 м. Главный куб храма имеет скошенные углы. К ним пристроены полукруглый и прямоугольные формы. Фасады южного и северного притворов имеют фронтоны, обрамленные карнизом.
Храм имеет по горизонтали опоясывающий по длине подоконный карниз. Карнизы здания и фасадов трех притворов храма имеют «сухарики».
В трехъярусной колокольне храма имеется внутренняя винтовая лестница, ведущая на второй ярус. Колокольню венчает шатер с позолоченной главой и православным крестом.